# Številka CAS
Številka CAS, registrska številka CAS, CAS RN ali CAS #, je enoznačen številčni identifikator kemijskih elementov, spojin, polimerov, bioloških sekvenc, zmesi in zlitin.
CAS (Chemical Abstracts Service) je oddelek  Ameriškega kemijskega društva, ki je pooblaščen, da vsaki kemikaliji, ki je bila kdaj opisana v literaturi, dodeli enoznačni številčni identifikator. Namen identifikatorja je poenostaviti iskanje po bazah podatkov, ker imajo kemikalije  pogosto več imen. Iskanje kemikalije s številko CAS omogočajo skoraj vse sodobne baze podatkov.
15. marca 2010  ob 23:38:46 je bilo v registru CAS 52.429.231 organskih in anorganskih spojin in 61.688.865 sekvenc.. Register se vsak teden poveča za približno 50.000 števil.
CAS poleg dodeljevanja identifikatorjev tudi vzdržuje in prodaja baze podatkov teh kemikalij (CAS register). V registru so poleg kemikalij tudi zlitine, kompleksne spojine, minerali, zmesi, polimeri, soli in sekvence.

## Oblika zapisa
Številka CAS je sestavljena iz treh števil, ki so ločena s črtico (-). Prvo število ima do sedem števk, drugo dva in tretje enega, ki je kontrolna vsota. Števila se dodeljujejo po naraščajočem vrstnem redu in nimajo nobenega svojstvenega pomena.
Kontrolna vsota je izračunana tako, da se zadnja števka pomnoži z ena, predzadnja z dve, pred-predzadnja s tri itd. Rezultati se seštejejo, nato pa se izračuna modul 10 dobljene vsote. Primer: številka CAS vode je 7732-18-5. Kontrolna vsota 5 je izračunana iz (8×1 + 1×2 + 2×3 + 3×4 + 7×5 + 7×6) = 105; 105 mod 10 = 5.

## Izomeri, encimi in zmesi
Različni izomeri molekule dobijo različne številke CASa. Zgled: številka CAS D-glukoze je 50-99-7, L-glukoze 921-60-8, α-D-glukoze 26655-34-5 itd. Včasih se zgodi, da dobi cel razred molekul eno sam številko CAS. Tak primer so alkoholne dehidrogenaze, ki imajo številko CAS 9031-72-5. Zgled zmesi, ki ima svojo številko CAS, je gorčično olje (CAS 8007-40-7).

## Avtorske pravice
Avtorske pravice nad informacijami CAS ima Ameriško kemijsko društvo. Uporabniki, ki želijo številke CAS vključiti v svoje baze podarkov, morajo upoštevati politiko njihove uporabe:
Uporabnik ali organizacija lahko brez dovoljenja in plačila odškodnine uporabi do 10,000 številk CAS iz kataloga, spleta ali katerega drugega brezplačnega vira, vendar mora navesti, da je številka CAS registrirana blagovna znamka Ameriškega kemijskega društva.

## Iskanje številke CAS
- CHEMINDEX Search preko Canadian Centre for Occupational Health and Safety[5]
- ChemIDplus Advanced preko United States National Library of Medicine[6]
- Common Chemistry TM[7] preko Australian Inventory of Chemical Substances[8]
- European chemical Substances Information System[9] preko spletne strani Royal Society of Chemistry[10]
- HSNO Chemical Classification Information Database preko Environmental Risk Management Authority[11]
- Search Tool of Australian Inventory of Chemical Substances[12]